# Martha Hyer

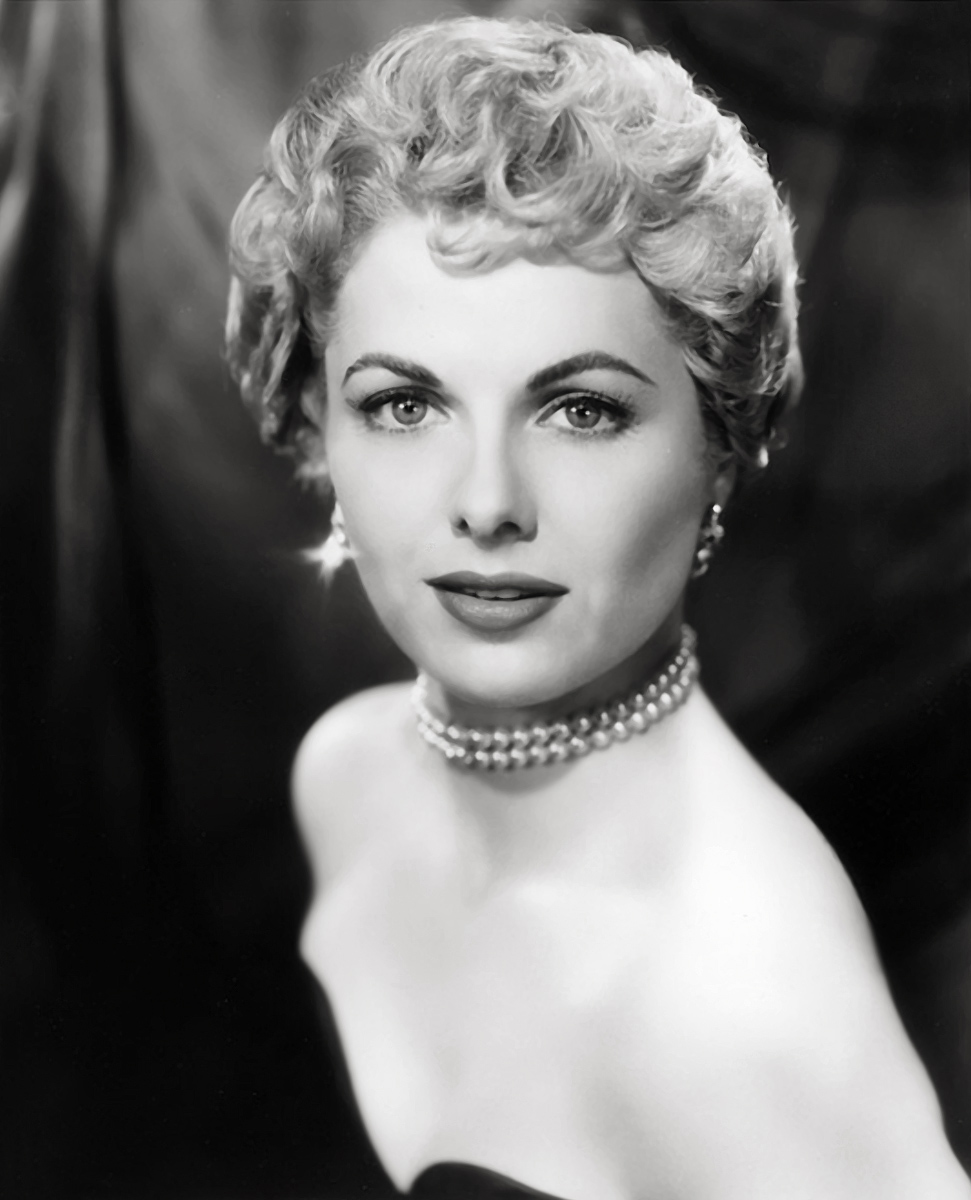
Martha Hyer i Sabrina 1954.

Martha Hyer, född 10 augusti 1924 i Fort Worth, Texas, död 31 maj 2014 i Santa Fe, New Mexico, var en amerikansk skådespelare. 1959 nominerades Hyer till en Oscar för bästa kvinnliga biroll i filmen Insats förlorad.
Martha Hyer var gift med filmproducenten Hal B. Wallis från 1966 till hans död 1986.

## Filmografi i urval
- 1948 – Brott på Broadway
- 1953 – Att älska så
- 1954 – Sabrina
- 1958 – Dadda för tre
- 1958 – Insats förlorad
- 1959 – Alla mina drömmar
- 1960 – Norr om lag och rätt
- 1964 – Bikini Beach
- 1965 – Katie Elders 4 söner
- 1966 – Den djävulska jakten